# Oldschool Society
Die Oldschool Society (auch OSS) war eine am 6. Mai 2015 ausgehobene neonazistische Terrororganisation in Deutschland. Entdeckt wurde die OSS wenige Tage nach dem Kauf von Pyrotechnik in Tschechien. Die Gruppe soll Anschläge auf bekannte Salafisten, Moscheen, Kirchen, Kindergärten, Asylbewerber- und  Behindertenheime geplant haben.

## Einstufung der Gefährlichkeit
Am 6. Mai 2015 wurden Mitglieder der Gruppe in Augsburg, Otzing, Mühldorf am Inn, Bochum und Leipzig festgenommen.
Die Oldschool Society wurde vom Bundesinnenminister Thomas de Maizière als „hochgefährlich“ eingeschätzt. Mehrere Medien schrieben über die Oldschool Society als „dümmste Terrorgruppe Deutschlands“. Sie bezogen sich dabei auf den Umstand, dass die Gruppe in einer geschlossenen Chatgruppe zahlreiche Spuren über interne Absprachen hinterlassen haben soll und zudem offen über das soziale Netzwerk Facebook kommunizierte. 

## Vereitelte Straftaten
Nach Einschätzung der Polizei habe ein Anschlag auf ein Asylbewerberheim im sächsischen Borna „gerade noch“ verhindert werden können. Für den 8. Mai 2015 hatten sich mehrere OSS-Mitglieder in einer Kleingartenanlage bei Borna in Sachsen verabredet, um ein „paar Aktionen“ zu machen. Der Treffpunkt befand sich in der Nähe der Flüchtlingsunterkunft. Die Verfassungsschutzbehörden waren frühzeitig über die Anschlagspläne informiert.

## Verurteilung von Mitgliedern 2017
Die Bundesanwaltschaft in Karlsruhe erhob am 13. Januar 2016 vor dem Staatsschutzsenat des Oberlandesgerichts München Anklage gegen drei Männer im Alter von 40 bis 57 Jahren und eine 23-jährige Frau wegen der Gründung einer terroristischen Vereinigung im Januar 2015 und wegen Vorbereitungen von Sprengstoffanschlägen. Die drei Männer und eine Frau waren zuvor in Augsburg, Bochum und im Landkreis Leipzig von der Polizei festgenommen worden. Der Prozess begann am 27. April 2016 vor dem Oberlandesgericht München. Mit Urteil des Oberlandesgerichts München vom 15. März 2017 sah es das Gericht als erwiesen an, dass die Angeklagten eine terroristische Vereinigung gebildet haben. Als Rädelsführer der Gruppe wurden Markus W. (fünf Jahre Haft) und Andreas H. (viereinhalb Jahre Haft) verurteilt. Denise G. erhielt eine Haftstrafe von drei Jahren und zehn Monaten, Olaf O. von drei Jahren. Die Verteidigung hatte zuvor für alle Angeklagten auf Freispruch plädiert und dabei unter anderem argumentiert, die Angeklagten seien gar nicht fähig, Anschläge und andere Aktionen gezielt zu planen und zu koordinieren.

## Weitere Verfahren ab 2018
Im November 2018 erhob die Generalstaatsanwaltschaft Dresden Anklage gegen ein mutmaßliches weiteres Gründungsmitglied der Gruppe, einen damals 38-jährigen Deutschen. Er wurde im Juli 2019 vom Oberlandesgericht Dresden zu einer Freiheitsstrafe von einem Jahr und fünf Monaten verurteilt, die zur Bewährung ausgesetzt wurde. Gegen zwei weitere Führungsmitglieder der OSS, die zur Radikalisierung der Gruppierung beigetragen hatten, verhängte das OLG Dresden ebenfalls Freiheitsstrafen. Gegen einen damals 31-Jährigen von zwei Jahren, die zur Bewährung ausgesetzt wurden, und gegen einen damals 43-Jährigen von zwei Jahren und vier Monaten. Letzterer ging in Revision, welche im November 2020 vom Bundesgerichtshof verworfen wurde.